# Sledmere House
Sledmere House est une maison de campagne géorgienne classée Grade I, contenant des meubles Chippendale, Sheraton et français et de nombreuses tableaux, située dans un parc conçu par Capability Brown. Il est situé dans le village de Sledmere, entre Driffield et Malton, dans le Yorkshire de l'Est, en Angleterre. La maison actuelle a été commencée en 1751, agrandie dans les années 1790 et reconstruite après un incendie en 1911. C'était autrefois la maison du colonel Sir Mark Sykes 6e baronnet, voyageur anglais réputé et conseiller diplomatique, et c'est maintenant la maison de Sir Tatton Sykes, 8e baronnet.
La maison est construite en pierre de taille du Nottinghamshire sur trois étages selon un plan en forme de H .

## Histoire

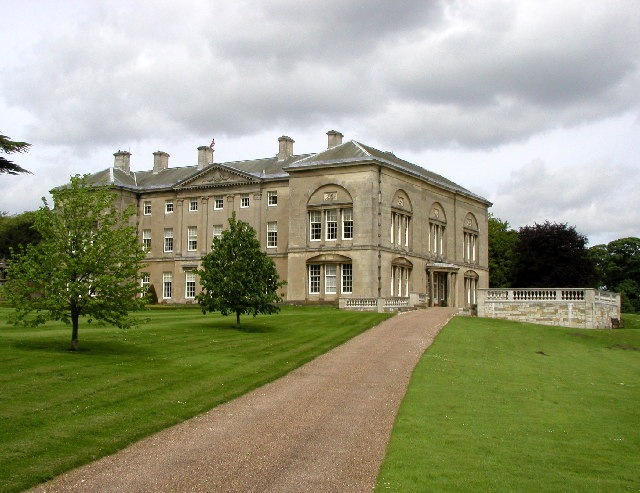
Sledmere House, vue vers le nord

William Sykes (1500–1577) émigre de Cumberland vers le Yorkshire de l'Est, où lui et son fils deviennent de riches marchands de tissus. Daniel Sykes (né en 1632) est le premier membre de la famille à commencer à faire du commerce à Hull et fait fortune grâce à la navigation et à la finance. Richard Sykes (1678–1726) se concentre sur le commerce baltique florissant de la fonte brute et la richesse de la famille s'est construite là-dessus dans la première moitié du XVIIIe siècle. Son fils Sir Richard Sykes (1706–1761) épouse Mary Kirkby, sœur de Mark Kirby et héritière du domaine de Sledmere .
En 1751, Sir Richard Sykes démolit l'ancien manoir de Sledmere, qui existait depuis l'époque médiévale, et construit un nouveau manoir. Il plante également quelque 20 000 arbres sur les Wolds autour de sa nouvelle maison. Il ne laisse cependant aucun héritier mâle et à sa mort, le domaine passe à son frère Mark Sykes (1711–1783). Le fils de Sir Mark, Christopher Sykes (2e baronnet) (1749–1801), député de Beverley, agrandit considérablement le domaine. Lui et sa femme achètent et clôturent de vastes étendues de terres pour la culture, construisent deux nouvelles ailes à la maison et aménagent le terrain, plantant 2500 acres d'arbres. Tout le village de Sledmere est déplacé. Sir Christopher laisse un vaste domaine de près de 30 000 acres (121,4056926 km2) et un grand manoir situé dans 200 acres de parc, qui est dans la famille jusqu'à nos jours. Sir Christopher emploie également Joseph Rose, le plâtrier le plus célèbre de son époque, pour décorer Sledmere. Le résultat est parmi les plus beaux travaux de plâtre en Angleterre.
Un incendie catastrophique en 1911 ne laisse du bâtiment qu'une coquille et détruit les intérieurs de style Adam des années 1790. On dit que Tatton Sykes (5e baronnet) était trop occupé à manger l'un des puddings au lait - auquel il était accro - pour prêter beaucoup d'attention, mais les villageois et les ouvriers du domaine ont loyalement sauvé des tableaux, des statues et des meubles, de la porcelaine et des tapis, et même portes et rampes, notamment la copie de la maison de 1780 de l'Apollon du Belvédère. Le toit s'est effondré quelques instants plus tard. Les conceptions originales des intérieurs ont cependant survécu et la maison est ensuite restaurée. Sir Mark Sykes, 6e baronnet hérite du domaine après son père.
De nos jours, les terres liées à ce manoir sont utilisées comme site de festival pour Tribfest, un festival de musique.

## Caractéristiques

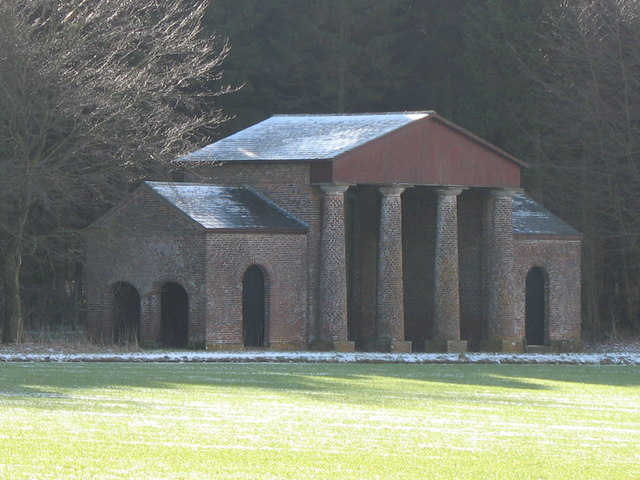
Maison des cerfs, parc Sledmere

La longue bibliothèque de Sledmere, superbement restaurée, est l'une des plus belles salles d'Angleterre. Le salon et la salle de musique ont été décorés par Joseph Rose. La salle de musique contient un beau buffet d'orgue conçu par Samuel Green pour la maison d'origine en 1751. Cependant, il n'y a rien derrière les tuyaux de façade et l'orgue est injouable. La salle turque est conçue pour Sir Mark Sykes, 6e baronnet, par un artiste arménien, David Ohannessian, inspiré par l'un des appartements du sultan dans la Mosquée neuve à Istanbul. Les tuiles sont fabriquées à Kütahya, Anatolie en 1913 dans l'atelier d'Ohannessian, la Société Ottomane de Faïence. La chapelle catholique romaine attenante a un beau plafond peint par Thomas Errington. Elle représente les quatre créatures ailées de l'évangéliste dans le chœur et dans la nef, une variété d'oiseaux dont un cygne tuberculé, un héron cendré, une hirondelle rustique et un vanneau nordique.
Sledmere House est situé dans un parc de 960 acres (3,8849821632 km2) conçu en 1777 par Capability Brown et exécuté par Sir Christopher Sykes, 2e baronnet. Ses jardins comprennent une cour pavée de sculptures (1911), une roseraie murée du XVIIIe siècle et un jardin de nœuds récemment aménagé.
Sledmere Monument est un monument en pierre de 120 pieds le long de la route B1252 sur Garton Hill, construit à la mémoire de Tatton Sykes (4e baronnet), par ses amis et voisins en 1865.